# Próchnilec owocolubny

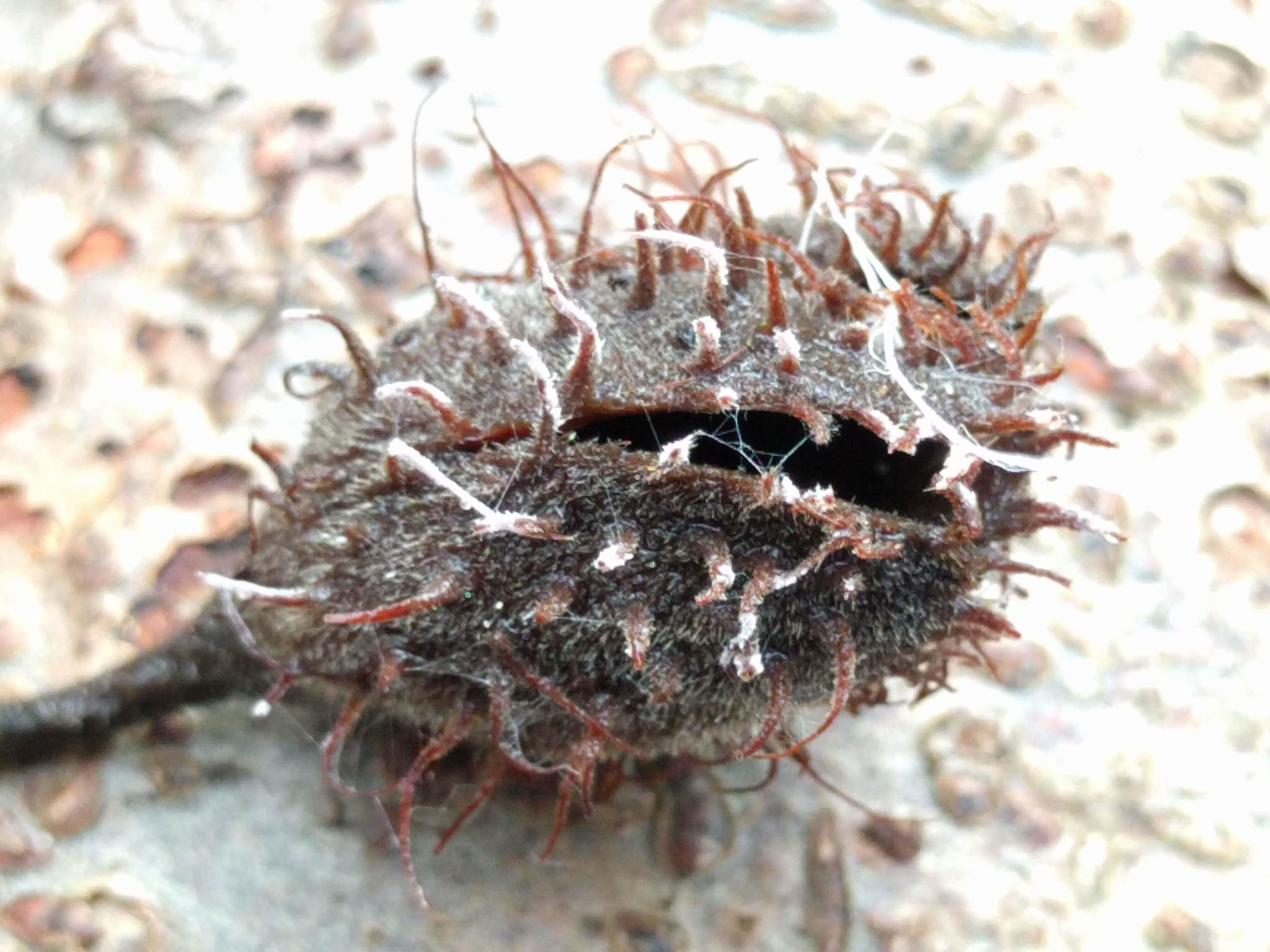

Próchnilec owocolubny (Xylaria carpophila (Pers.) Fr.) – gatunek grzybów z rodziny próchnilcowatych (Xylariaceae).

## Systematyka i nazewnictwo
Pozycja w klasyfikacji według Index Fungorum: Xylaria, Xylariaceae, Xylariales, Xylariomycetidae, Sordariomycetes, Pezizomycotina, Ascomycota, Fungi.
Po raz pierwszy opisał go w 1796 r. Christiaan Hendrik Persoon, nadając mu nazwę Sphaeria carpophila. W 1849 r. Elias Fries przeniósł go do rodzaju Xylaria. Nazwa rodzaju Xylaria pochodzi od greckiego rzeczownika Xýlon oznaczającego drewno. Epitet gatunkowy carpophila pochodzi od słów carpo – oznaczającego owoc, oraz –phila oznaczającego kochać lub lubić.
Niektóre inne synonimy nazwy naukowej:
- Xylosphaera carpophila (Pers.) Dumort. 1822
- Xylosphaera luxurians (Rehm) Dennis 1958

## Morfologia i rozwój
Tworzy nitkowate podkładki o długości od 2 do 5 cm i średnicy od 0,5 do 1 mm, czasami rozgałęzione. Początkowo są czarne w pobliżu sterylnej podstawy i białawe w górnej części od wytwarzanych konidiów, później cały owocnik ostatecznie czernieje w miarę dojrzewania askospor w workach, które rozwijają się w osadzonych na powierzchni podkładek kolbowatych perytecjach. Na szczycie perytecjów są małe guzki z maleńkimi ostiolami, przez które wydostają się askospory. Są to balistospory mechanicznie wyrzucane na pewną odległość od podkładek i rozprzestrzeniane przez prądy powietrza.
Worki zwykle 120 × 6 µm, 8-zarodnikowe, jednorzędowe. Askospory fasolkowate, czarne, gładkie, 10–13 × 4–5,5µm.

## Występowanie i siedlisko
Występuje na wszystkich kontynentach poza Antarktydą i Australią. W Polsce podano wiele jego stanowisk.
Grzyb saprotroficzny. Jest łatwy do identyfikacji, gdyż w Europie występuje wyłącznie na próchniejących orzeszkach buka, ale w Ameryce Północnej gatunek ten odnotowano na także na rozkładających się owocach grabu, derenia i kilku innych owoców drzew liściastych.